# Scilly-Inseln
Die Scilly-Inseln ([ˈsɪli], englisch Scilly Isles oder Scillies, amtlich Isles of Scilly, kornisch Ynysek Syllan) sind eine Inselgruppe vor der Südwestspitze Englands. Von den insgesamt über 200 Inseln sind heute fünf größere bewohnt. Politisch gehören die Scilly-Inseln zum Vereinigten Königreich und bilden eine eigene Unitary Authority. In ihrer Gesamtheit steht die Inselgruppe als Area of Outstanding Natural Beauty unter Naturschutz.

## Name
Der genaue Ursprung des Namens gilt als ungeklärt. Der Buchstabe -c- wurde aber jedenfalls erst im 17. Jahrhundert in den Namen eingefügt, um ihn von dem englischen Wort silly zu unterscheiden, das ab dieser Zeit eine negative Bedeutung annahm. In älteren Quellen sind viele Varianten und Schreibarten des Inselnamens zu finden; bei dem römischen Autor Plinius dem Älteren finden sich die Formen Silumnus sowie Silimnis.

## Geographie

### Lage und Beschreibung

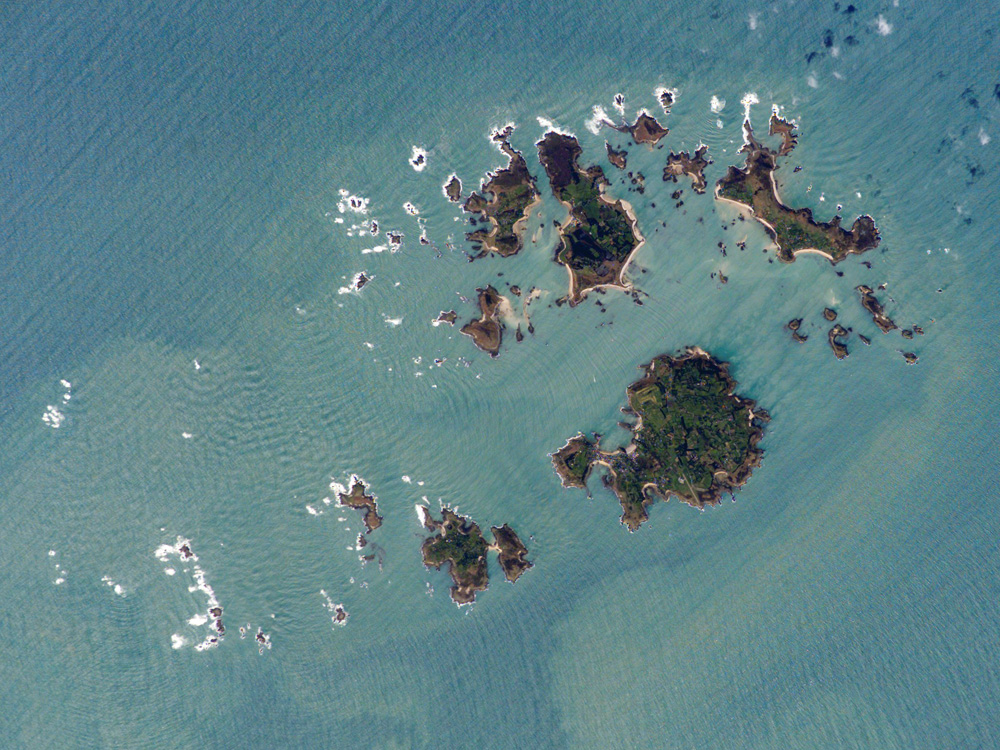
NASA-Aufnahme der Inseln, 10. März 2007

Die Scilly-Inseln liegen in der Keltischen See, etwa 43 Kilometer vor der westlichen Landspitze Cornwalls, Land’s End. Die oval geformte Inselgruppe besteht aus 220 Inseln und Felsen, von denen heute fünf bewohnt sind. Der Durchmesser der Gruppe beträgt zwischen Bishop Rock im Südwesten und Hanjague im Nordosten etwa 18 Kilometer und zwischen Scilly Rock im Nordwesten und Peninnis Head auf der größten Insel St Mary’s knapp acht Kilometer. Die Wasserstraßen zwischen den einzelnen Inseln und Felsen sind generell vergleichsweise seicht und zeichnen sich durch zahlreiche Untiefen aus.

### Geologie
Geologisch gesehen bestehen die Scilly-Inseln aus Granitgestein, das in seiner Zusammensetzung stark jenem in Cornwall ähnelt. Der Boden auf den Inseln besteht aus häufig grobkörnigem Sand, der von den Einheimischen „ram“ genannt wird. Bei zunehmender Verwitterung kann der Boden auch lehm- oder podsolartig werden, gleichzeitig besitzt er von Natur aus einen hohen Säuregehalt. Auf Inseln mit größerer Vegetation lässt sich ein – begrenzter – pflanzlicher Humus finden.

### Klima

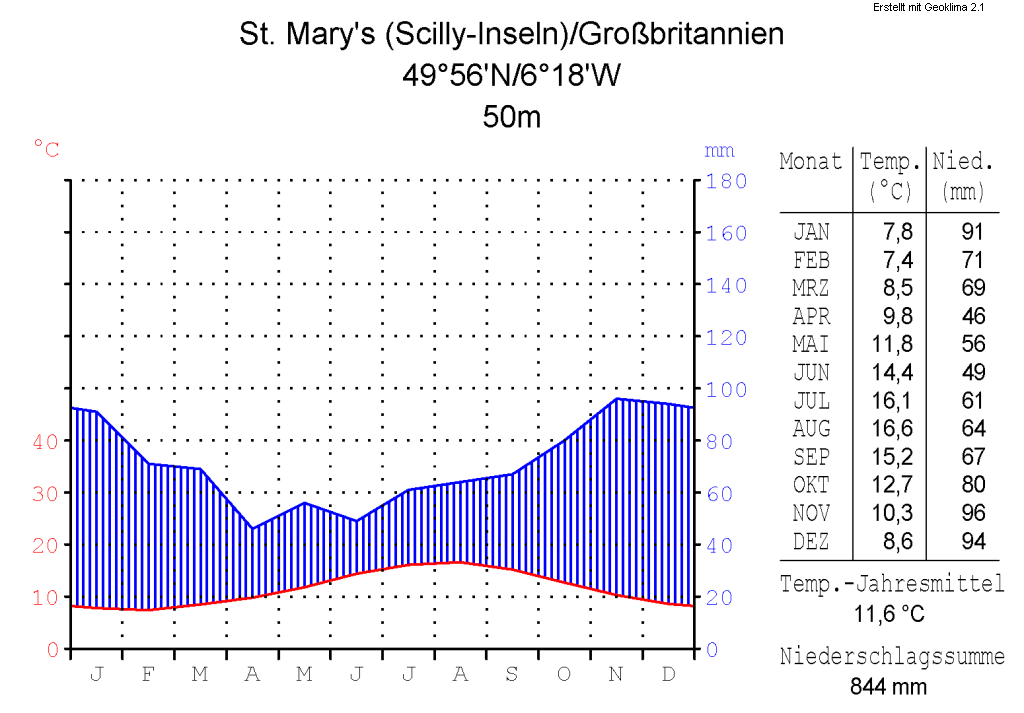
Klimadiagramm von St. Mary’s

Wegen des Golfstroms haben die Inseln ein konstantes und für britische Verhältnisse vergleichsweise mildes Klima mit vielen Sonnentagen und einer Temperaturdifferenz zwischen Sommer- und Wintermittel von nur etwa 9 °C.

### Flora und Fauna
Auf den Inseln wachsen subtropische Bäume (z. B. Pinien) und Pflanzen wie Rhododendren und Azaleen.

### Verwaltungs- und Wahlkreisgeographie

Flagge der Unitary Authority Isles of Scilly

Die Isles of Scilly sind als Unitary Authority sui generis organisiert und werden vom Council of the Isles of Scilly verwaltet. Das Gremium besteht seit 1890 und setzt sich aus 16 Mitgliedern – zwölf aus St Mary’s und je eines aus Bryher, St. Agnes, St. Martin’s und Tresco – zusammen, die alle vier Jahre gewählt werden. Die fünf Inseln sind jeweils als Civil Parish organisiert und sind gleichzeitig auch die Wards der Unitary Authority. Auf nationaler Ebene gehören die Isles of Scilly verwaltungsgeographisch zur Region South West England und wahlkreisgeographisch zum Wahlkreis St Ives, der auch den südwestlichen Teil Cornwalls umfasst. Die folgende Tabelle zeigt die fünf Civil Parishes bzw. Wards und ihre wichtigen Kenndaten:
| Civil Parish | Fläche in km² | Bevölkerung (Zensus 2011) | Hauptort    | Farbe | Verwaltungskarte |
| ------------ | ------------- | ------------------------- | ----------- | ----- | ---------------- |
| Bryher       | 1,22          | 84                        | Bryher      | _     |                  |
| St. Agnes    | 3,22          | 169                       | Saint Agnes | _     |                  |
| St. Martin’s | 2,76          | 136                       | Higher Town | _     |                  |
| St. Mary’s   | 6,57          | 1723                      | Hugh Town   | _     |                  |
| Tresco       | 3,83          | 91                        | New Grimsby | _     |                  |
| Gesamt       | 17,6          | 2203                      | Hugh Town   |       |                  |

## Bevölkerung
Beim Zensus 2021 wurden 2.053 Einwohner innerhalb der Unitary Authority der Scilly-Inseln gezählt. In früheren Jahrhunderten waren die kleineren Inseln stärker bevölkert. Beispielsweise war die südlich von Bryher gelegene Insel Samson (0,38 km²) seit 1669 von einer Familie bewohnt, 160 Jahre später von rund 30 Menschen. Die letzten zehn Bewohner wurden 1855 auf andere Inseln umgesiedelt. Die folgende Tabelle gibt einen Überblick über die historischen Einwohnerzahlen der Inseln:
| Jahr      | 1801 | 1811 | 1821 | 1831 | 1841 | 1851 | 1861 | 1871 | 1881 | 1891 | 1901 | 1911 |
| --------- | ---- | ---- | ---- | ---- | ---- | ---- | ---- | ---- | ---- | ---- | ---- | ---- |
| Einwohner | 2465 | 2465 | 2614 | 2465 | 2582 | 2627 | 2431 | 2090 | 2320 | 1911 | 2092 | 2097 |
| Jahr      | 1921 | 1931 | 1939 | 1951 | 1961 | 1971 | 1981 | 1991 | 2001 | 2011 | 2021 |      |
| Einwohner | 1749 | 1740 | 1610 | 2194 | 2288 | 2430 | 1754 | 2057 | 2173 | 2203 | 2053 |      |

## Geschichte

### Prähistorik

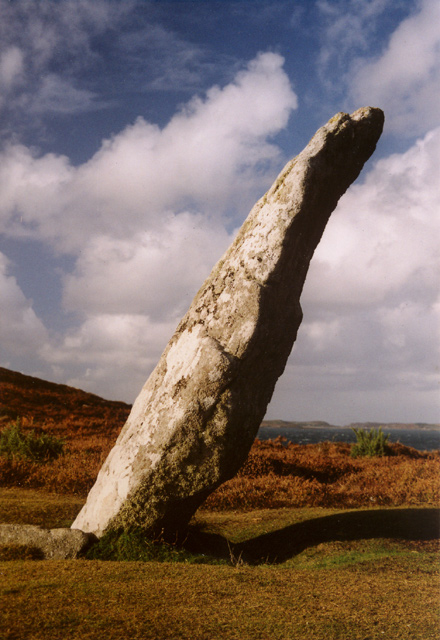
Der Menhir Old Man of Gugh auf der Insel Gugh

Vor dem Ende der letzten Kaltzeit lag der Meeresspiegel 80 bis 100 Meter niedriger, die heutigen Inseln bildeten eine große zusammenhängende Insel. Sie wurde in der Mittelsteinzeit vom nahen Cornwall aus besiedelt. Mehr als 500 jungsteinzeitliche und bronzezeitliche Denkmäler finden sich auf den Scilly-Inseln, etwa 30 davon sind nur bei Ebbe sichtbar. Die versunkenen, jedoch archäologisch ausgegrabenen Plätze bestehen aus zehn Hüttenfundamenten, sieben Steinkisten, einigen Gräbern, vier umwallten Einhegungen und zwölf anderen Objekten. Es gibt einen versunkenen Wald in der Mount’s Bay, und Fischer berichten über Häuser unter Wasser nahe dem Longships-Leuchtturm. Aus der Jungsteinzeit existieren über 80 Entrance Graves auf den Inseln.
Runde Steinhügel mit bis zu 40 m Durchmesser, meist aber deutlich kleiner stammen aus der Bronzezeit (2000–700 v. Chr.). Sie sind aus Erde und Steinen errichtet und bedeckten einzelne oder mehrere Gräber. Randsteine begrenzen manchmal den Hügel. Die Toten wurden in kleinen Gruben oder in Steinkisten bestattet, die in die Erdoberfläche eingelassen oder in Cairns gegraben wurden. Die Rundhügel, die einen hohen Anteil der 387 erhaltenen Cairns bilden, können als isolierte Monumente in kleinen Gruppen oder auf größeren Gräberfeldern vorkommen. Ihre beträchtliche Variation in der Form und ihre Langlebigkeit als Monumenttyp liefert wichtige Informationen über religiösen Glauben, Bestattungspraktiken und soziale Organisation in der Bronzezeit.

### Altertum
Wegen des Reichtums an Zinn waren die Scilly-Inseln in der Antike schon den Phöniziern als „Kassiteriden“ bekannt.

### Neuzeit
Während des Englischen Bürgerkrieges wurden die Anhänger der Monarchie von den Britischen Inseln verdrängt. Die königstreue Marine zog sich daraufhin auf die Scilly-Inseln zurück, die der Herrschaftsbereich des Royalisten Sir John Grenville (1643–1701) waren. Nach Kämpfen forderte der niederländische Admiral Maarten Tromp, der mit seinen Schiffen vor Scilly ankerte, am 30. Mai 1651 als Ausgleich für Piraterie Reparationen von den Royalisten. Da er keine zufriedenstellende Antwort erhielt, erklärte er daraufhin den Krieg. Noch im Juni musste die königstreue Seestreitmacht jedoch gegenüber Admiral Robert Blake kapitulieren, der die Inseln für die Parlamentsarmee eroberte. Die niederländischen Schiffe vor Scilly zogen ab, ohne selbst Kriegshandlungen aufgenommen zu haben. Auf eine Anfrage des Historikers und Ratsvorsitzenden der Inseln, Roy Duncan, bei der Londoner Vertretung der Niederlande 1985 wurde von deren Seite bestätigt, dass sich Scilly offiziell noch im Kriegszustand mit den Niederlanden befinde. Am 17. April 1986 unterzeichneten Duncan und der Botschafter Rein Huydecoper auf den Scilly-Inseln einen Friedensvertrag. Man sprach damals vom Dreihundertfünfunddreißigjährigen Krieg (1651–1986). Kritiker wie der Lokalhistoriker Rex Lyon Bowley wandten ein, dass es sich bei dem angeblichen Krieg um einen Mythos handle. Tromp habe keine Vollmacht besessen, den Kriegszustand zu erklären. Ein derartiger Schritt habe vermutlich auch nicht den außenpolitischen Interessen der Niederlande entsprochen. Selbst im Falle einer gültigen Kriegserklärung sei der Konflikt aber mit dem Ende des im Juli 1652 erklärten ersten englisch-niederländischen Kriegs am 5. April 1654 formell beendet gewesen.

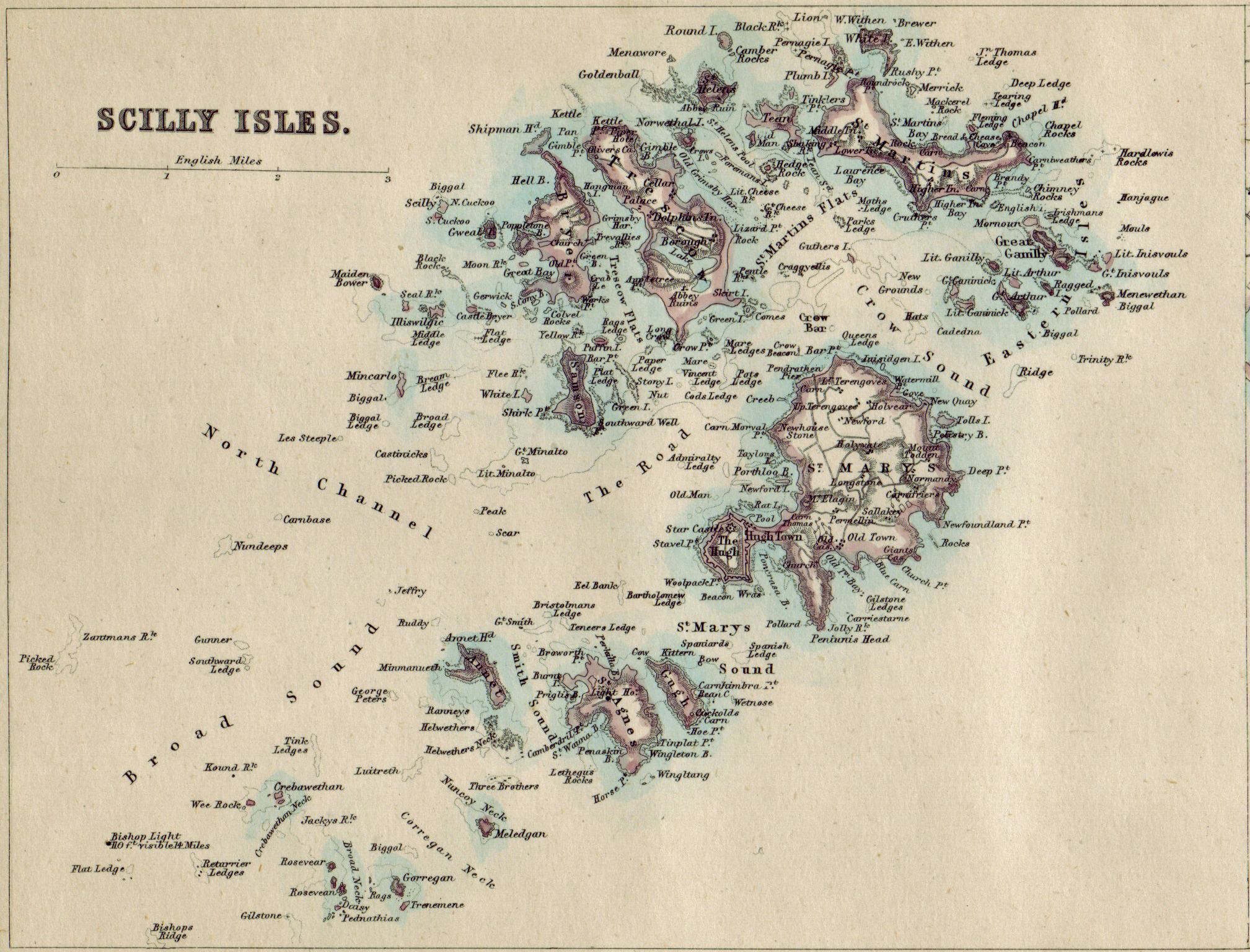
Die Scilly-Inseln auf einer Karte von 1874

Bei den Scilly-Inseln (und dem Fastnet Rock vor Irland) begannen in der Neuzeit die festgeschriebenen Seewege über den Nordatlantik. Wegen vieler Klippen und Untiefen war das Meer um die Scilly-Inseln für die Schifffahrt aber ein gefährliches Gewässer, auch nach der Errichtung von Leuchttürmen im 19. Jahrhundert. 1707 ereignete sich vor den Scilly-Inseln eine der größeren Schiffskatastrophen in der Geschichte der Royal Navy, als fast gleichzeitig vier Schiffe einer Flotte unter dem Kommando von Admiral Cloudesley Shovell nach einer fehlerhaften Positionsbestimmung aufliefen, kenterten und etwa 1450 Seeleute in den Tod rissen. Im Dezember 1907 ereignete sich nach dem Untergang des Tankers Thomas W. Lawson nahe der Insel Annet eine der ersten Ölpesten der Geschichte.
Die Inseln wurden 1975 zum Area of Outstanding Natural Beauty ernannt und dadurch unter besonderen Schutz gestellt. Ausschlaggebend waren die unbewohnten Inseln mit ihren großen Vogel- und Robbenkolonien, wie Annet und Samson.

### Lord Proprietors of the Scilly Islands
Die Scilly-Inseln wurden 1539 Teil der Grafschaft Cornwall. Von 1568 bis 1830 erhielt die Familie Godolphin von der englischen Krone die Inseln als Lehen. Die Lehensnehmer durften sich Governor of Scilly nennen. 1834 ging das Lehen an Augustus John Smith und seine Erben. 1920 erlosch das Lehen für die meisten der Inseln.
- 1568–1608: Sir Francis Godolphin (1540–1608)
- 1608–1613: William Godolphin (1567–1613)
- 1613–1636: William Godolphin (1611–1636)
- 1636–1643: Sidney Godolphin (1610–1643)
- 1643–1667: Sir Francis Godolphin of Godolphin (1605–1667)
- 1667–1712: Sidney Godolphin, 1. Earl of Godolphin (1645–1712)
- 1712–1766: Francis Godolphin, 2. Earl of Godolphin (1678–1766)
- 1766–1785: Thomas Osborne, 4. Duke of Leeds (1713–1789)
- 1785–1799: Francis Osborne, 5. Duke of Leeds (1751–1799)
- 1799–1834: George Osborne, 6. Duke of Leeds (1775–1838)
- 1834–1872: Augustus Smith (1804–1872)
- 1872–1918: Thomas Smith-Dorrien (1846–1918)
- 1918–1920: Arthur Dorrien-Smith (1876–1955)

## Wirtschaft
Historisch gesehen waren die Inseln besonders vom Fischfang, dem Schiffsbau und der Landwirtschaft geprägt, teils spielte auch Schmuggel als Einnahmequelle eine Rolle. Im Bereich der Landwirtschaft entwickelte neben der Viehhaltung der Blumenanbau eine große Bedeutung. Seit dem späten 19. Jahrhundert wurden die Scilly-Inseln auch touristisch erschlossen; der Tourismus steigerte sich im Laufe der Zeit zur bedeutendsten Einnahmequelle für die insulare Ökonomie. Befördert wurde diese Entwicklung durch die Entwicklung moderner Verkehrsmittel, die die bis dahin beschwerliche Anreise auf die entlegene Inselgruppe vereinfachten.

## Sport
Auf der Inselgruppe werden verschiedene Sportarten auf Amateurbasis ausgetragen, unter anderem Bootsrennen in sogenannten Gigs. Auf den Inseln besteht mit der Isles of Scilly Football League eine eigene Fußballliga, an der (Stand 2023) mit den Woolpack Wanderers und den Garrison Gunners nur zwei Mannschaften teilnehmen. Pro Saison treten beide Teams 18 Mal gegeneinander an, die Mannschaften werden zu jeder Saison neu zusammengesetzt. Die Liga gilt als kleinste Fußballliga der Welt; daneben werden im Fußball zwischen den beiden Teams auch zwei Pokalwettbewerbe und ein dritter Wettbewerb zwischen Liga- und Pokalsieger ausgetragen. Der Wettkampfgedanke ist dabei gegenüber dem sozialen Aspekt zweitrangig.